# 静岡県道408号静岡空港線

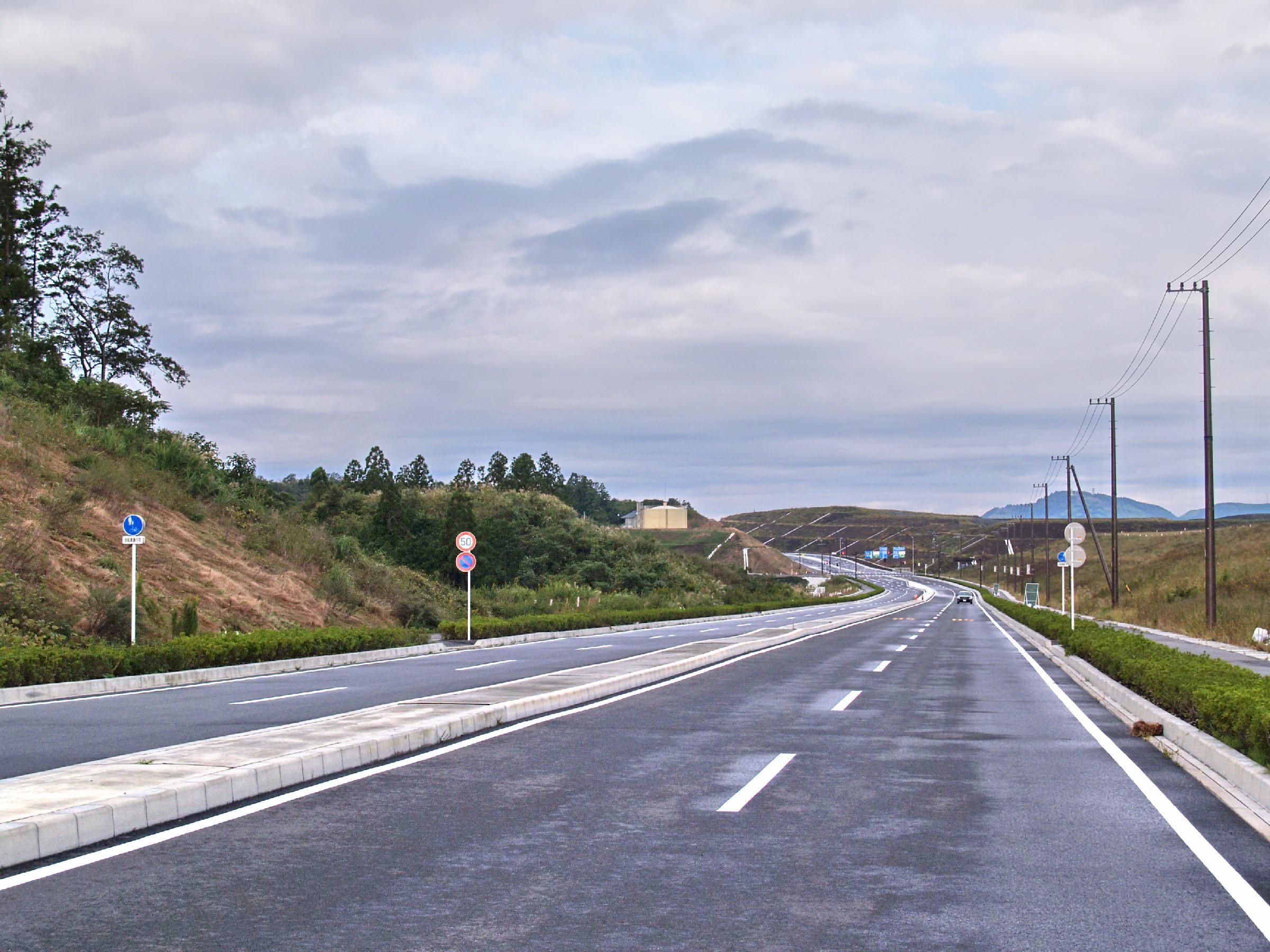
静岡空港付近（2009年10月）

静岡県道408号静岡空港線（しずおかけんどう408ごう しずおかくうこうせん）は、静岡県牧之原市から島田市に至る県道で、静岡空港のアクセス道路である。

## 概要
空港ターミナル前から富士山静岡空港交差点までの道路と、同交差点から島田市方面に至る道路とで構成されている。
2009年（平成21年）3月29日、後者のうち、空港入口島田交差点（静岡県道230号住吉金谷線交点）から空港北側の斜面を登板し、富士山静岡空港交差点に至る区間が開通した。同交差点から空港ターミナルまでは開港にあわせて開通した。

### 富士山静岡空港交差点
2つの県道が交差点で相互に折れる形になっている。
| 方向 | 道路                    | 行先                    |
| ---- | ----------------------- | ----------------------- |
| 南   | 静岡県道73号細江金谷線  | 牧之原市方面            |
| 北   | 静岡県道408号静岡空港線 | 島田市方面              |
| 東   | 静岡県道408号静岡空港線 | 空港ターミナル          |
| 西   | 静岡県道73号細江金谷線  | 国道473号空港入口交差点 |

## 地理

### 通過する自治体
- 静岡県
牧之原市 - 島田市

### 交差する道路
- 静岡県道73号細江金谷線
- 静岡県道230号住吉金谷線

### 沿線
- 静岡空港